# Menhir du Plessis-Gamat
Le menhir du Plessis-Gamat est un menhir situé sur la commune de Saint-Brevin-les-Pins dans le département de la Loire-Atlantique.

## Historique
Le menhir est classé au titre des monuments historiques par arrêté du 1er septembre 1977.

## Description
Le menhir est constitué d'une dalle en grès riche en quartz qui mesure 2,60 m de hauteur pour une largeur à la base de 1,25 m et une épaisseur de 0,35 à 0,50 m.